# ديويت غودفري
ديويت غودفري (بالإنجليزية: DeWitt Godfrey)‏ هو فنان أمريكي، ولد في 1960 في هيوستن في الولايات المتحدة.